# Підземна газифікація горючих сланців

Підземна газифікація горючих сланців аналогічна підземній газифікації вугілля.

## Загальна інформація
Відмінності цих процесів, зумовлені відмінністю хімічного складу вугілля і сланців. Сланці характеризуються, на відміну від вугілля, набагато більш високою зольністю, а беззольна органічна частина сланців (кероген) на 2/3 складається з летких вуглеводневих фракцій. Крім того, сланці містять багато пов'язаної (пірогенічної) вологи, що додатково знижує можливу температуру вогнища горіння.
Технологічний ланцюжок підземної газифікації горючого сланцю в місцях його залягання за аналогією з вугіллям складається з таких процесів:
- підготовки пласта, призначеного для газифікації;
- розпалювання пласта;
- газифікації пласта;
- уловлювання генерованого газу;
- доведення генераторного газу до необхідних кондицій.

Основні параметри газифікації горючих сланців:
- 68 % ОР переходить в газоподібний стан при температурі до 120оС;

- Решта 32 % ОР переходять в газоподібний стан при температурі від 120 до 600оС.

## Історія
Можливість застосування підземної газифікації горючих сланців ґрунтується на наукових і практичних досягненнях в галузі підземної газифікації вугілля, які мають місце з 1938 по 2008 рр.
Дослідження методу підземної газифікації горючих сланців проводились в 50-і роки ИГИ на комбінаті «Ківіилі» в Естонії. Крім того, дослідження можливості підземної газифікації на моделях, виконані ТОВ «BVIKO» (Республіка Узбекистан).